# Alaba-K’abeena jezik
Alaba-K’abeena jezik (alaba, allaaba, halaba; ISO 639-3: alw), jedan od istočnokušitskih jezika, šire kušitske skupine afrazijskih jezika, kojim govori 162 000 ljudi (1994 census) jugozapadno od jezera Shala u Etiopiji. 
Postoje dva dijalekta, to su wanbasana (alaba; 126 257; 1994.) i k’abeena (35 783; 1994.).

## Vanjske poveznice
- Ethnologue (14th)
- Ethnologue (15th)